# Височица (община Девол)
Вижте пояснителната страница за други значения на Височица.
Височица (на албански: Vishocicë или Vishocica) е село в Албания, в община Девол, част от административната област Корча.

## География
Височица е разположено в областта Девол на около 35 километра източно от град Корча и на няколко километра западно от албано-гръцката граница в подножието на най-западните разклонения на планината Корбец над река Девол.

## История
Селото се споменава в османски дефтер от 1530 година като Височиче с 11 мюсюлманска ханета и 2 ергени и 19 християнски и 3 ергени християни.
На Етнографската карта на Битолския вилает на Картографския институт в София от 1901 година Вишугица е чисто албанско мюсюлманско село в Корчанската каза на Корчанския санджак с 65 къщи.
Екзархийският наместник на Костурската епархия - архимандрит Панарет по време на Балканските войни в донесение до Българската екзархия, относно съдбата на българското население след установяването на гръцката власт от началото на януари 1913 година споменава село Височица, като „мохамеданско село“, изгорено заедно с Капешчица.
В 1915 година костурчанинът учител Георги Райков пише:
| „ | 1/2 ч. на север от с. Капещица, в едно възниско място, е разположено с. Вишочица, смесено с турци, албанци и българи. Турците си говорят албански, а българите - български. За духовен началник признаваха българския Екзарх Йосиф I. | “ |

Георги Христов обозначава на картата си селото като Височица.
До 2015 година селото е част от община Център Билища.